# Jenny Berlin – Ende der Angst
Ende der Angst ist ein deutscher Fernsehfilm von Johannes Fabrick aus dem Jahr 2000. Es handelt sich um die zweite Episode der ZDF-Kriminalfilmreihe Jenny Berlin, die ab 2002 unter dem Titel Einsatz in Hamburg ausgestrahlt wurde.

## Handlung
Der des Tatbestands der fahrlässiger Tötung verurteilte Familienvater Andreas Graf, nimmt bei einer Gegenüberstellung die Kommissarin Jenny Berlin als Geisel und flüchtet aus der Haft. Graf lässt die Kommissarin wenig später wieder frei. Diese sucht umgehend nach Grafs Sohn David, den sie vor dem Haus seiner Pflegefamilie antrifft. Als Andreas Graf dies mitbekommt, fesselt er Berlin und führt sie in ein abgelegenes Waldstück. Andreas Graf nutzt die Zeit, um mit seinem Sohn zusammen das Aquarium zu besuchen und dessen Pflegeeltern kennenzulernen. Am Abend wird Jenny Berlin von ihrem Chef Hannes Wolfer gefunden, der sie aus misslichen Lage befreit.

## Hintergrund
Der Film wurde 2000 in Hamburg und Umgebung gedreht am 18. November 2000 um 20:15 Uhr im ZDF erstausgestrahlt.

## Kritik
Die Kritiker der Fernsehzeitschrift TV Spielfilm vergaben dem Film die bestmögliche Wertung, sie zeigten mit dem Daumen nach oben. Sie konstatierten: „Krimi mit unerwartet viel Feingefühl“.